# Herz
"Herz" – trzeci singel z albumu Ich und meine Maske. Premiera odbyła się  3 października 2008. Tematyką utworów są losy różnych ludzi, którzy powinni w swoich działaniach słuchać swojego serca. Singel został wyprodukowany przez Paul NZA oraz Marek Pompetzki.